# Bristol Type 170

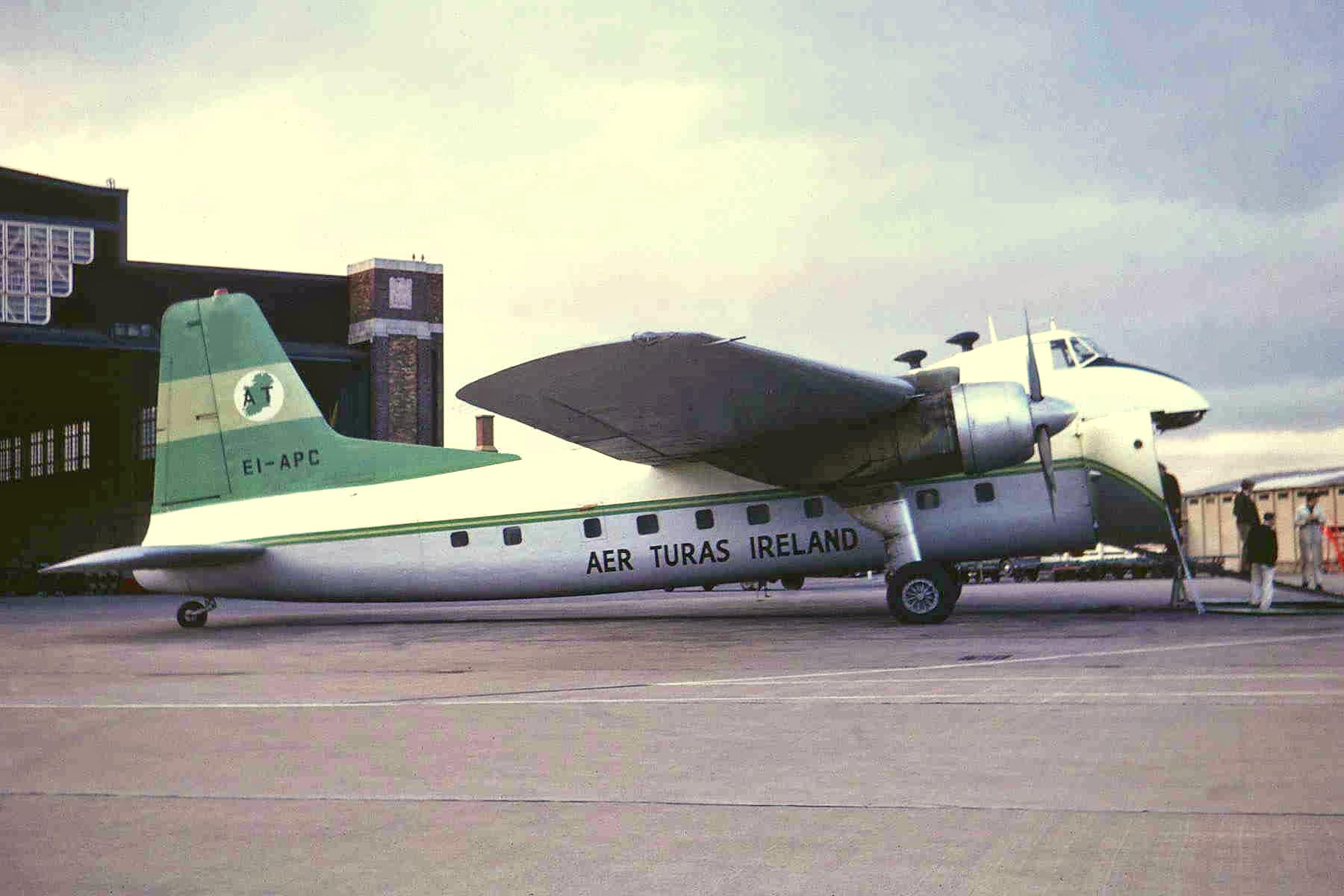
Aer Turas Freighter Mk 31 EI-APC, 1966

Bristol Freighter var ett tvåmotorigt propellerflygplan från Bristol Aeroplane Company som kunde öppnas i nosen med två dörrar. Lastrummet rymde två bilar. Planet tog även 12 passagerare. En större variant finns som heter Bristol Mk 32 Super Freighter (se nedan). 
Bristol Wayfarer är en variant som saknar den stora nosdörren; den är främst avsedd för transport av passagerare. 
Flygplanstypen flög första gången år 1945 och tillverkades i 214 exemplar. Produktionen upphörde år 1958.
Ett liknande plan för biltransport var Aviation Traders ATL-98 Carvair, som är baserat på Douglas DC-4.

## Historik, design och utveckling
Bristol 170 var ett kortdistansflygplan med två kolvmotorer. Den första prototypen, konstruerad av dåvarande Bristol Aeroplane Company (senare British Aircraft Corporation), var utrustad med två Bristol Hercules 632 14-cylindriga stjärnmotorer med 1 675 hk. Den flög första gången den 2 december 1945. 
Bristol 170 var ett högvingat monoplan och hade sporrställ som fast landställ. Hela flygplanet tillverkades av metall förutom roderytor som var dukklädda. Det var inte utrustad med tryckkabin. Förarkabinen finns ovanpå kabinen; den är tillgängligt via en stege. 
Flygplanet hade goda STOL-egenskaper: startsträcka med full last var 704 meter, landningssträcka 811 meter. Planet hade bra egenskaper på korta start- och landningsträckor och på landningsbanor gjorda av gräs, jord eller grus.
Bristol 170 Mk 32 var en något längre variant som kunde tar tre bilar. Kroppen blev förlängd med 152 cm. 
Största kund blev Pakistans flygvapen som köpte 71 Bristol 170 fr.o.m. 1948. De sista två Bristol levererades år 1958, en till Straits Air Freight Express (SAFE Air) i Nya Zeeland och den allra sista till Dan-Air. 

## Varianter

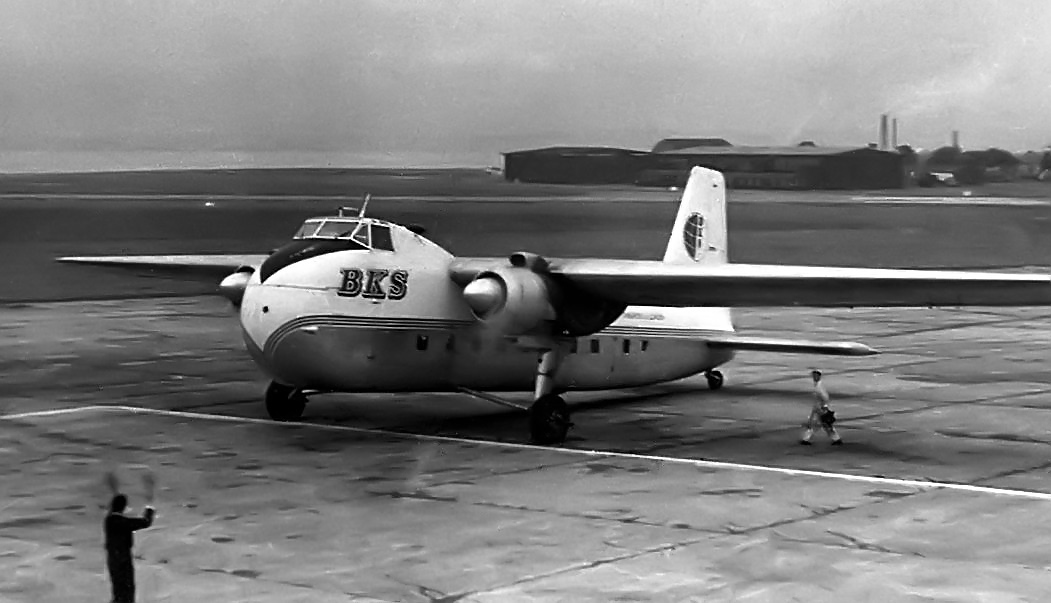
BKS Air Transport Freighter Mk 31, Liverpool 1961

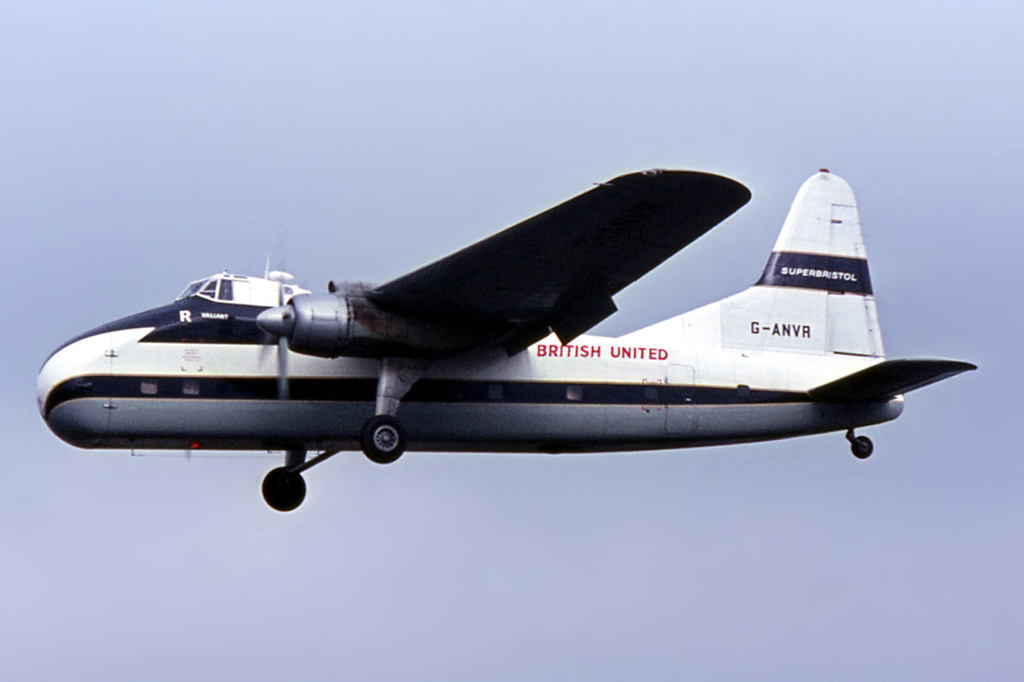
British United Freighter Mk 32, Tempelhof 1966

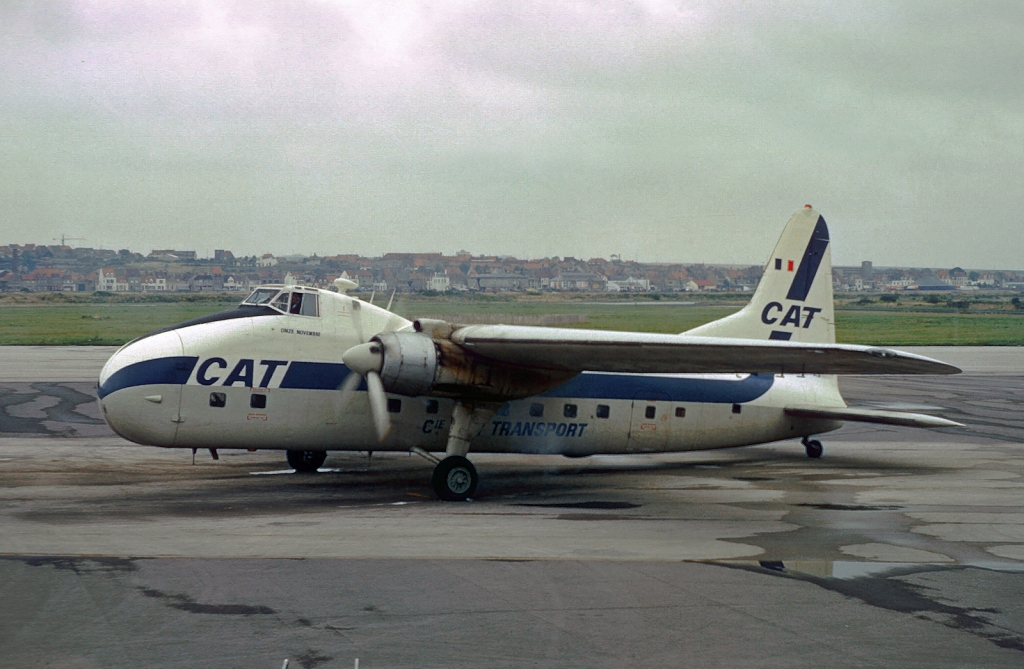
Compagnie Air Transport Freighter Mk 32, 1969

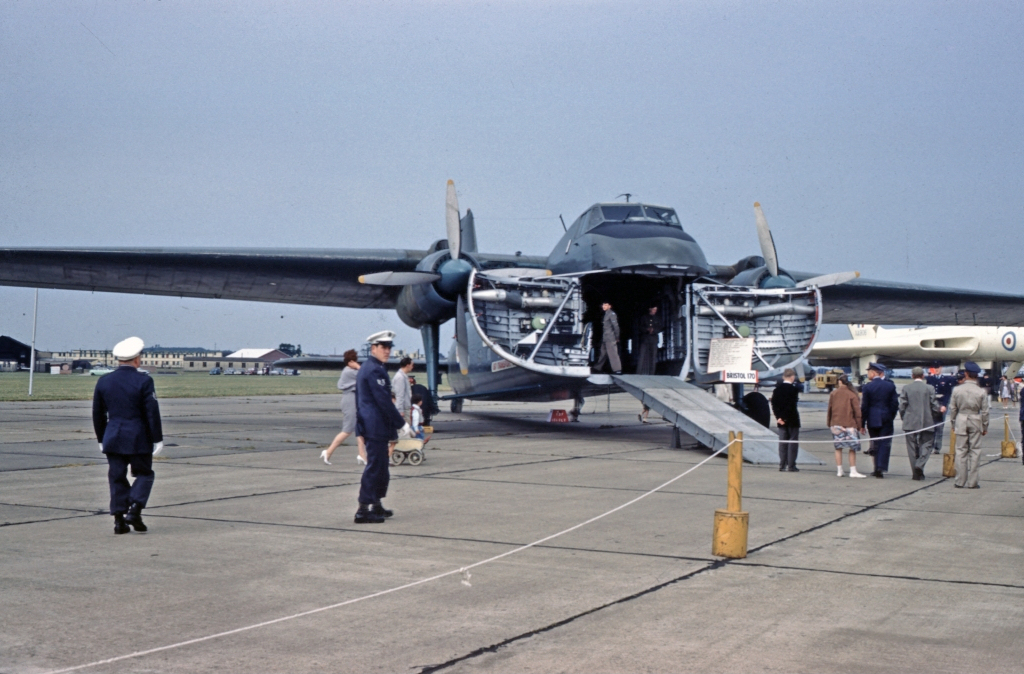
Nosdörren på Freighter Mk 21, Kanadas flygvapen, RAF Fairford 1965

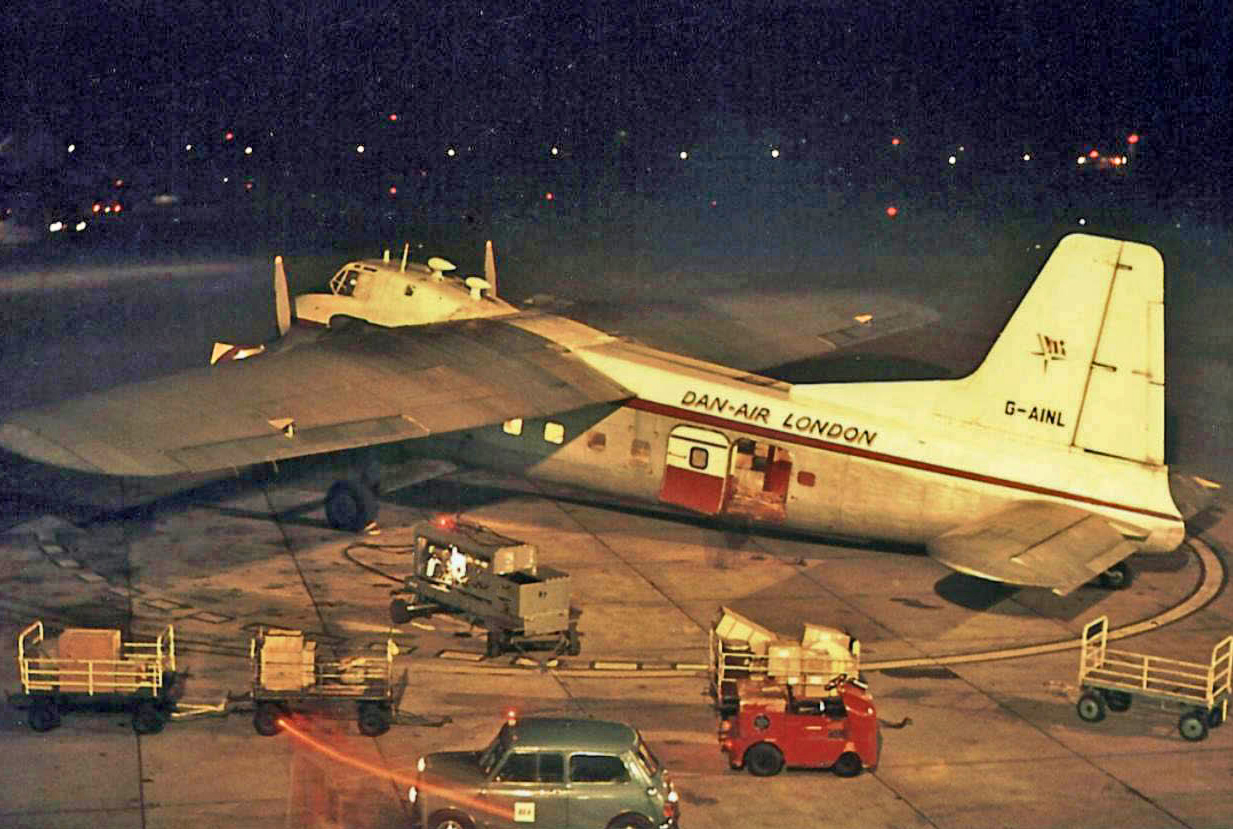
Dan-Air Freighter Mk 31, Manchester 1964

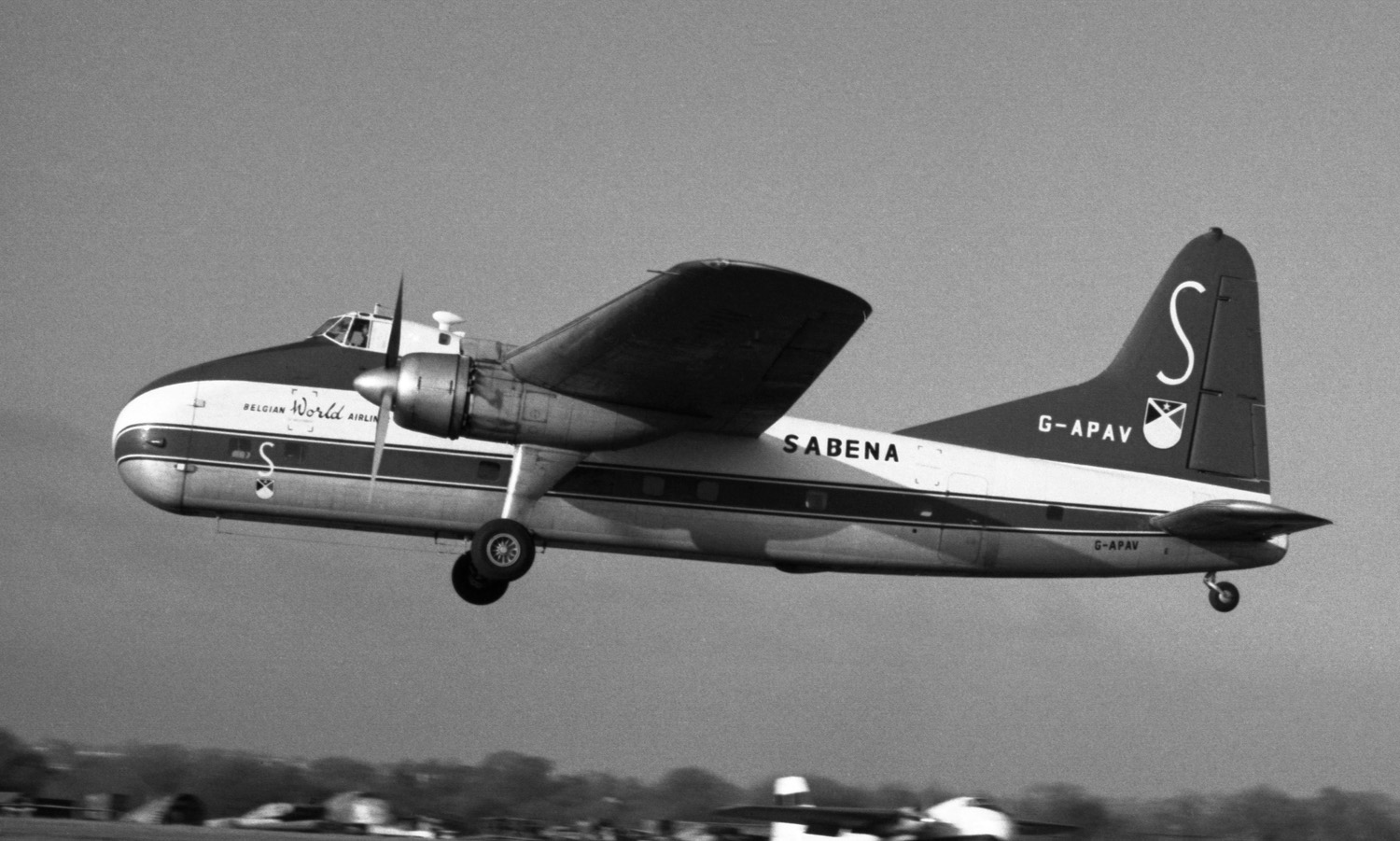
Sabena Freighter Mk 32, Southend 1964

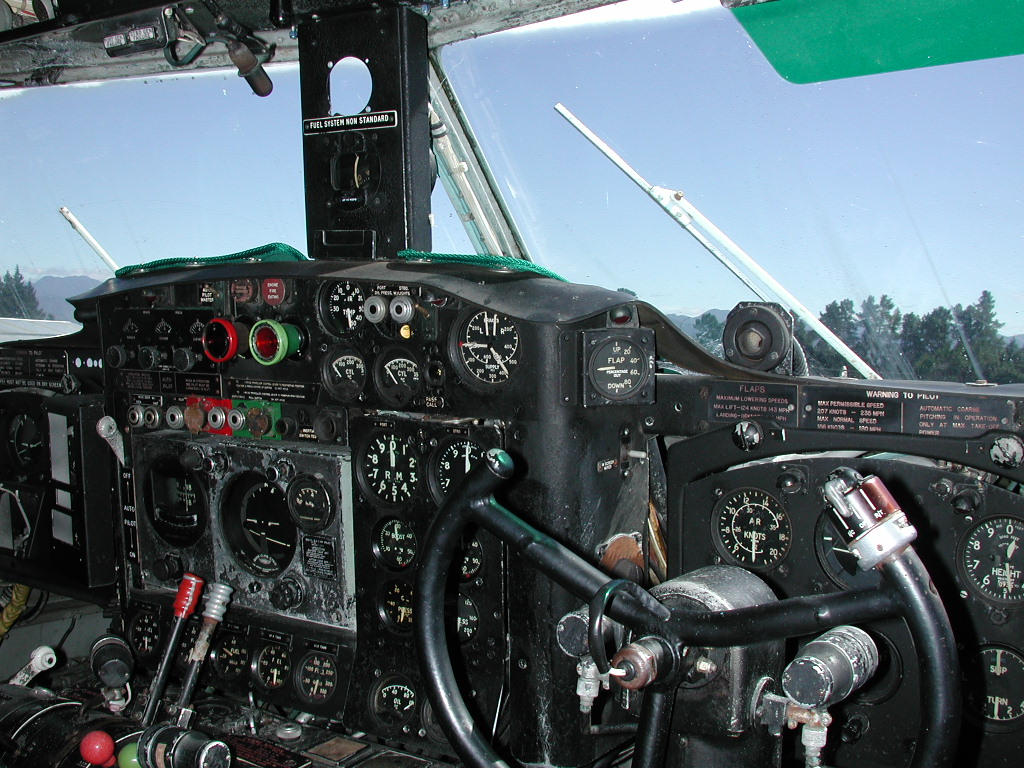
Cockpit of Bristol Freighter, Omaka 2011

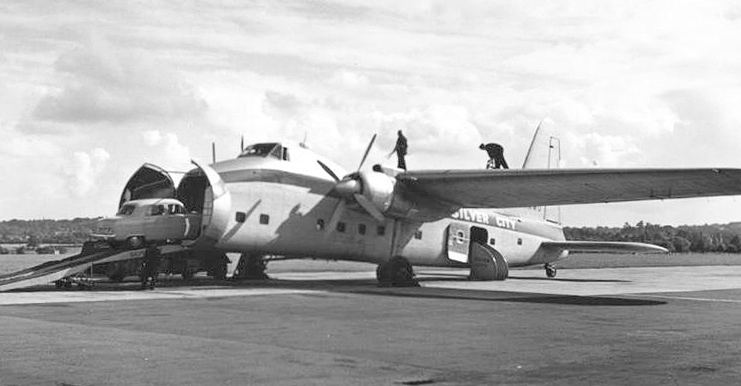
Silver City Airways Freighter Mk 32, 1954

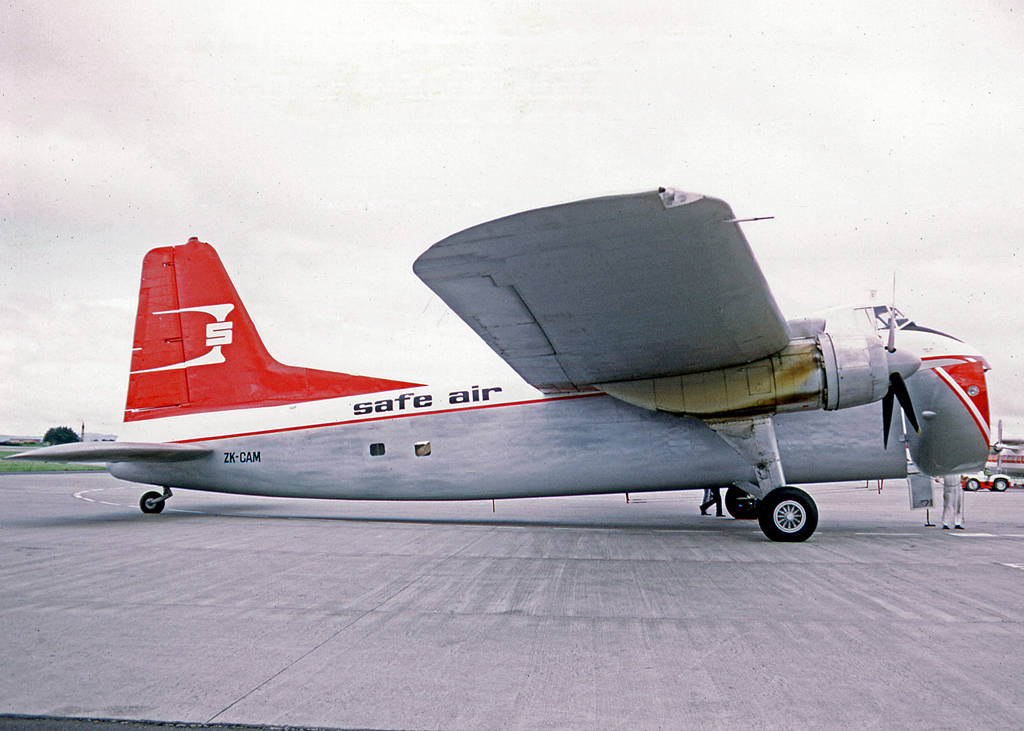
SAFE Air Freighter Mk 31, Auckland 1973

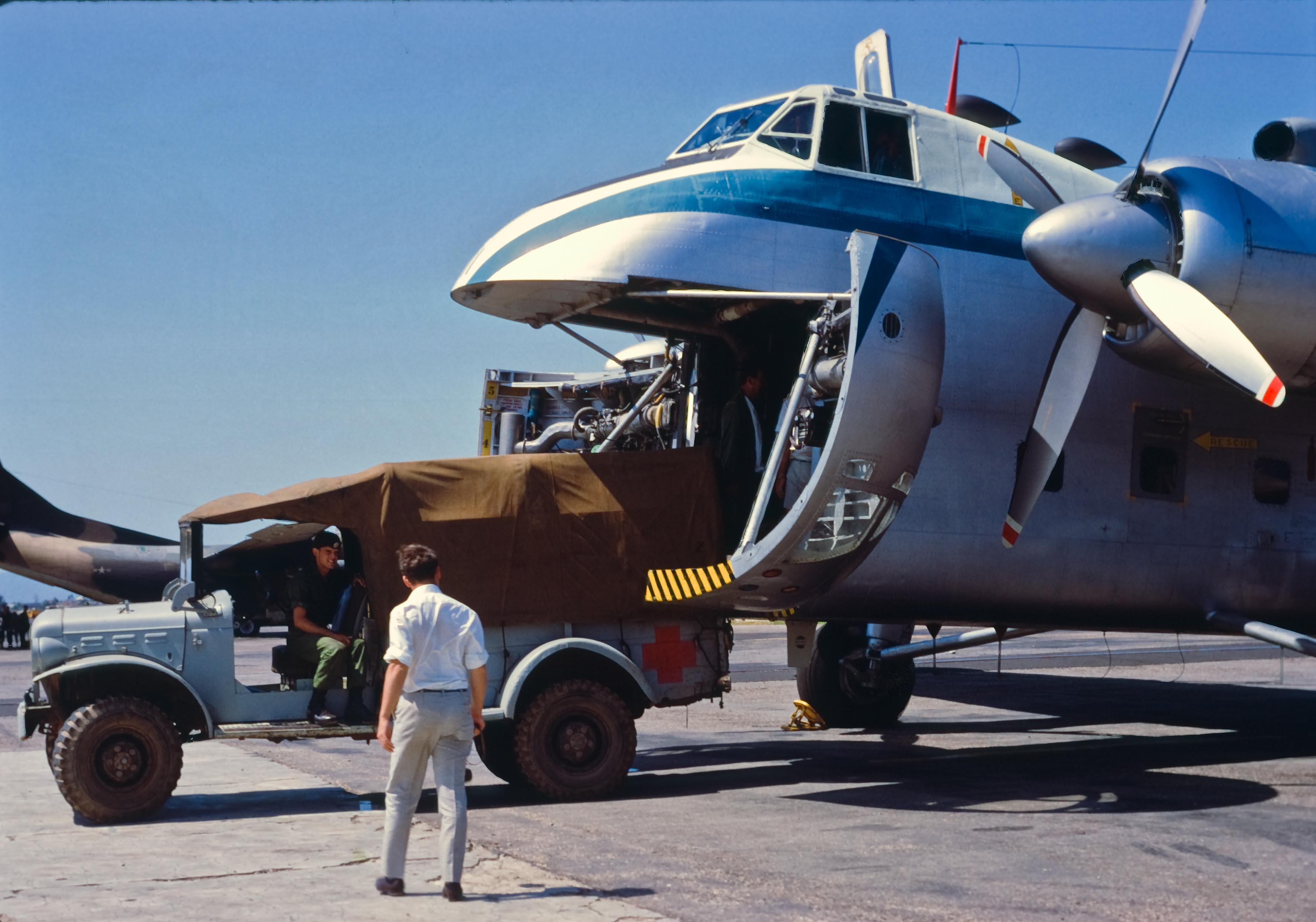
Nya Zeelands flygvapen Freighter, Qui Nhon, Vietnam 1969

Bristol Wayfarer är en variant från början endast avsedd för transport av passagerare. Den stora nosdörren saknas. Det finns plats för upp till 40 passagerare. Planet tillverkades i 19 exemplar. 
- Freighter Mk I: 23 tillverkade. Två Bristol Hercules 632 med 1 675 hk.
  - Freighter Mk I: 6 tillverkade. Fraktflygplan.
  - Freighter Mk IA: 17 tillverkade. Kombi version, 16 stolar och 2 bilar; 1 toalett.
- Wayfarer Mk II: 19 tillverkade. Ingen nosdörr.
  - Wayfarer Mk II: 3 tillverkade. Fraktflygplan utan stolar.
  - Wayfarer Mk IIA: 13 tillverkade. Passagerarflygplan, 32 till 36 stolar; kök/skafferi; 1 toalett.
  - Wayfarer Mk IIB: 1 tillverkad. British European Airways (BEA). Som Mk IIA. 2 toaletter.
  - Wayfarer Mk IIC: 2 tillverkade. Indian National Airways. 20 stolar i främre kroppsdel, lastrum/bagage i bakre del; utrustning för tropiskt klimat; 1 toalett.
- Freighter Mk XI: 2 tillverkade. Runda vingspetsar; max. startvikt 907 kg (2 000 lb) högre, räckvidd 1 450 km.
- Freighter Mk XIA: 1 tillverkad. Suidair, Sydafrika; kombi.
- Freighter Mk 21: 60 tillverkade. 
  - Mk 21: 13 tillverkade. Som Mk XI, max. startvikt 1 361 kg (3 000 lb) högre. Två Bristol Hercules 672 med 1 690 hk.
  - Mk 21E: 17 tillverkade. Som Mk 21, 32 stolar, isolering och extra uppvärmning
  - Mk 21P: 30 tillverkade. Pakistans flygvapen
- Freighter Mk 31: 91 tillverkade. Vingbredd 32,93 meter istället av 29,80 meter, max. startvikt 3 175 kg (7 000 lb) högre. Två Bristol Hercules 734 med 1 980 hk.
  - Mk 31: 12 tillverkade.
  - Mk 31C: 1 tillverkad. Specialutrustad för Aeroplane and Armament Experimental Establishment (A&AEE), RAF Boscombe Down
  - Mk 31E: 16 tillverkade. Som Mk 21E, 32 stolar, isolering och extra uppvärmning
  - Mk 31M: 62 tillverkade. Militärversion
- Freighter Mk 32: 18 tillverkade. Bristol Super Freighter (Bristol Type 170 Series 32) är en större variant av Bristol Freighter, tar 3 bilar och 20 passagerare, användes bl.a. för flygningar över Engelska kanalen. Längden blev större med 1,52 meter, fenan högre med 1 meter. Mk 32 flög första gången den 16 januari 1953. Ett av Silver City Airways flygplan (G-AMWA) blev ombyggd till "Super Wayfarer" och var utrustad med plats till 60 passagerare.[5]

## Användare
Bristol 170 har tidigare flugits bland annat av:

### Civila operatörer

#### Europa
- Aer Lingus
- Aer Turas
- Air Charter
- Air Condor
- Air Contractors
- Air Ferry
- Air Fret
- Air Kruise
- Air Outremer
- Airwork
- Autair
- Aviaco
- BKS Air Transport
- British Air Ferries, BAF
- British European Airways (BEA)
- British United Air Ferries, BUAF
- Channel Air Bridge
- Channel Airways
- Channel Islands Airways
- Cie Air Transport, CAT
- Corse Air
- Dan-Air
- Iberia
- Instone Airlines
- Manx Airlines (1947)
- Midland Air Cargo
- LTU International
- Sabena
- Silver City Airways
- Societe Avio Transporti Torino, S.A.T.T.
- Trafik-Turist-Transportflyg
- Trans-European Airways
- Transports Aerien Reunis, TAR

#### Afrika
- Air Atlas
- Central African Airways
- Suidair
- West African Airways Corporation

#### Asien, Oceanien
- Air Express
- Air Laos
- Air Vietnam
- Ansett-ANA
- Ansett-MAL
- Bharat Airways
- Brain & Brown Air Freight
- Dalmia Jain Airways
- Indian National Airways
- Jetair Australia
- Middle East Airlines
- Saudi Arabian Airlines
- Straits Air Freight Express (SAFE Air)
- Trans Australia Airlines, TAA

#### Nordamerika
- Associated Airways
- Central Northern Airways
- Hawkair
- Lambair
- Maritime Central Airways
- North Canada Air
- Pacific Western Airlines
- Transair (Canada)
- Trans Canada Airlines, TCA
- Trans Provincial Airlines
- Wardair

#### Sydamerika
- Real Transportes Aéreos

### Militära operatörer, regeringar, statliga myndigheter
Bristol 170 har också flugits av flera flygvapen:

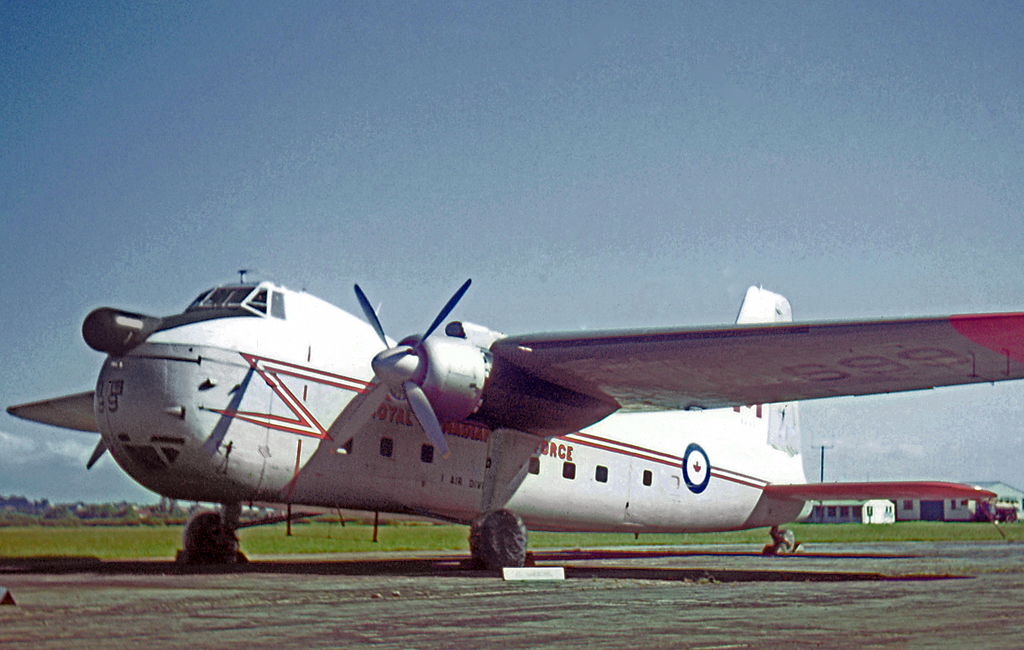
Freighter Mk 31M med radar, Kanadas flygvapen, RAF Langar 1966

- (1) Argentine Civil Aeronautics Board
- (15) Argentinas flygvapen
- (4) Australiens flygvapen
- (2) Burmas flygvapen
- (4) Iraks flygvapen
- (6) Kanadas flygvapen
- (1) Ministry of Civil Aviation
- (xx) Ministry of Supply
- (12) Nya Zeelands flygvapen
- (71) Pakistans flygvapen
- (3) Storbritanniens flygvapen

### Användning i Sverige
- Trafik-Turist-Transportflyg (SE-BNG)[10]

En Bristol 170 (tillverkningsnummer 12792) levererades via Bristol Filton Airport–Köpenhamn–Stockholm-Bromma flygplats till Flygbolaget Trafik-Turist-Transportflyg (AB TTT) den 4 augusti 1947 och registrerades den 14 augusti. Flygplanet hade en specialutrustning för avisning i mycket kallt väder. Det var helt omålat med endast namnet "Mercurius" (senare "Flagship Ethiopia") på nosen samt registreringsbeteckningen. Flygplanet var en av bara två Mk.XI som såldes och var utrustat med extra uppvärmning i lastrummet. 
Det hyrdes ut till Etiopiens regering. Den 30 september 1947 flög planet till Addis Abeba i samband med leveransen av SAAB B 17 stridsflygplan till etiopiska flygvapnet (IEAF) vilket var under uppbyggnad av Carl Gustaf von Rosen samt tjänstledig svensk flygvapenpersonal.
På hemväg från Etiopien kraschade planet i Italien efter bara tre månader i tjänst. Utom besättningen fanns 21 svenska piloter och flygtekniker ombord. Av 25 människor ombord dödades 21.

## Haverier

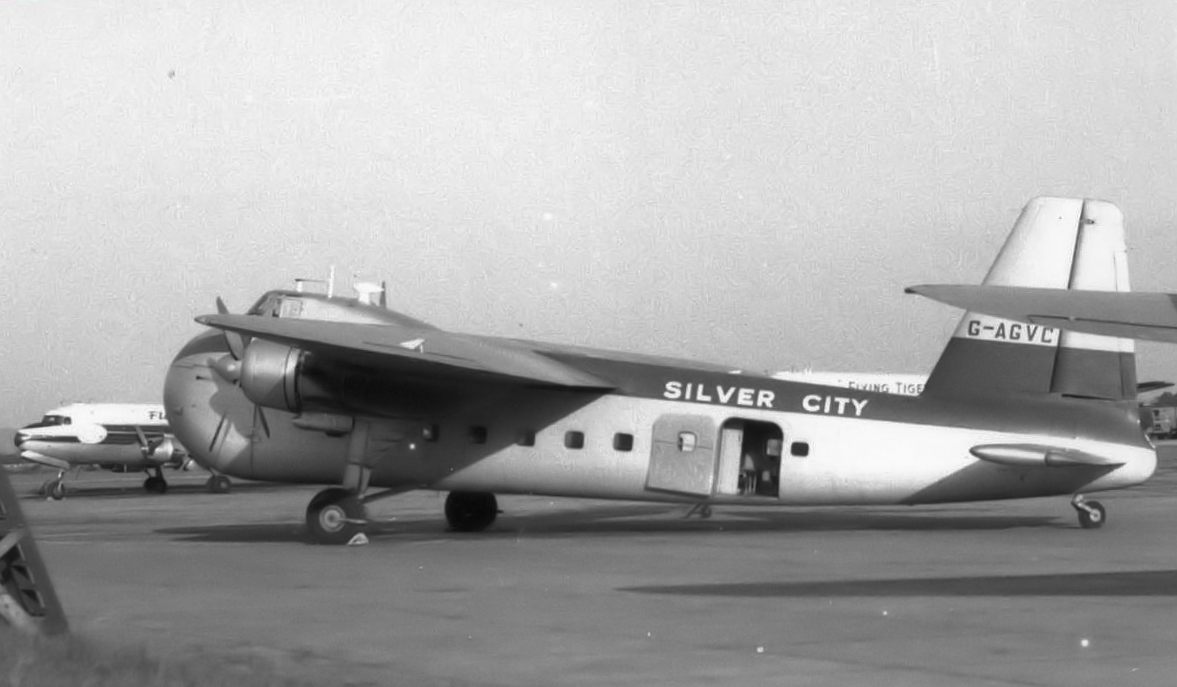
Silver City Airways G-AGVC, förstörd 1962

Av 214 tillverkade Bristol 170 förstördes 69, varav 45 som krävde sammanlagt 387 människoliv. Urval: 
- Den 18 november 1947 flög en Trafik-Turist-Transportflyg Bristol Freighter 11 (SE-BNG) rakt intill berget Monte Carro (Italien) på väg från Catania till Rom-Ciampino flygplats. Av 25 ombord dödades 21.[15]

- Den 9 maj 1957 störtade en Aviaco Freighter 21 (EC-ADI) på väg från Santiago de Compostelas flygplats till Madrid-Barajas flygplats under inflygningen. Alla 37 ombord dödades.[16]

- Den 30 juni 1962 landade Manx Airlines (1947) Freighter 21 (G-AGVC) på Isle of Man/Ronaldsways flygplats. Vid landning förstördes landstället. Alla ombord klarade sig, men flygplanet fick skrotas.[17]

## Bevarade exemplar

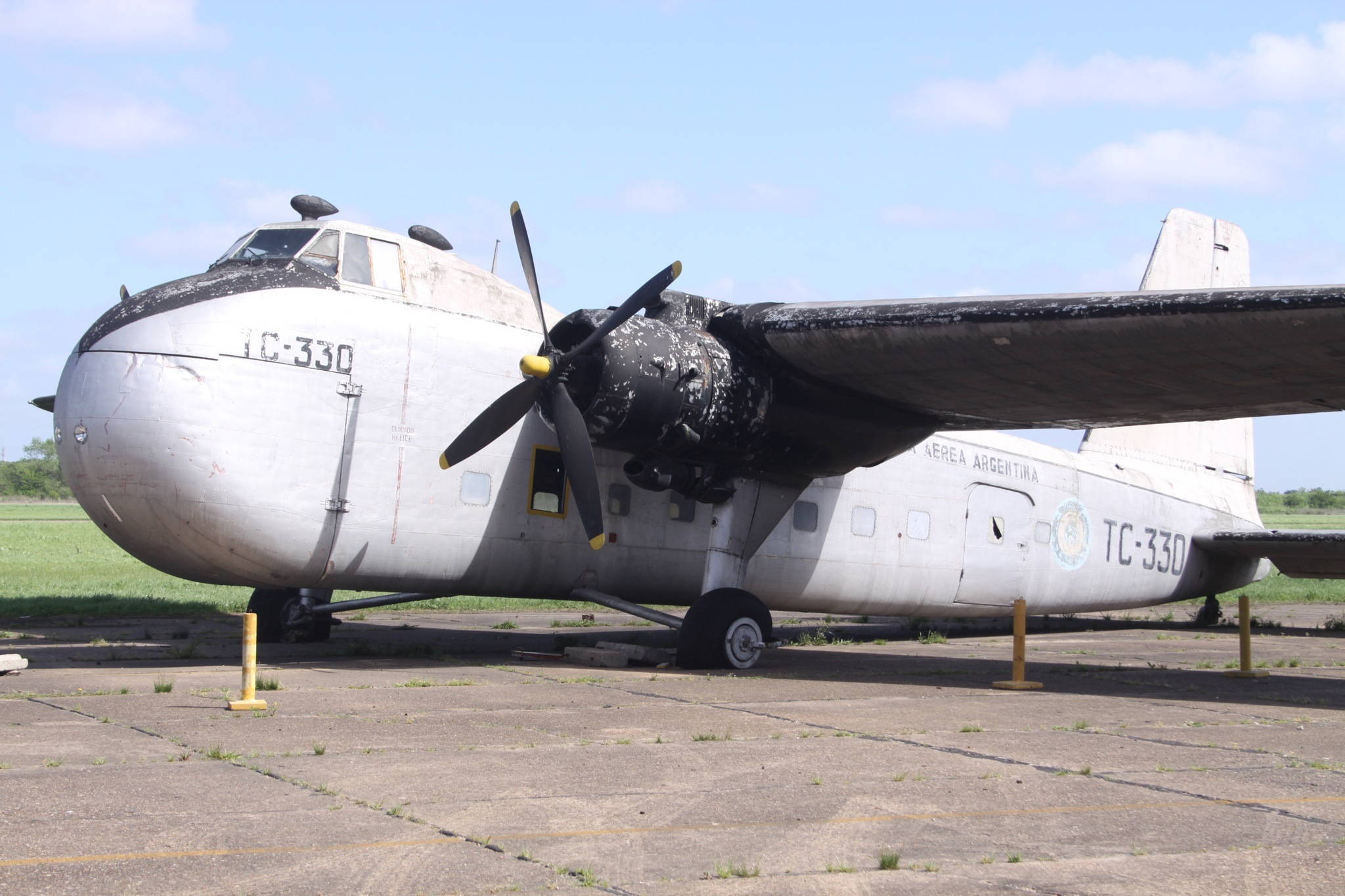
Argentinas flygvapen Freighter Mk IA, Moron museum 2012

År 2010 fanns 17 överlevande Bristol 170 kvar, ingen därav i flygande skick och inte alla kompletta. En del finns bevarade i museer, men inte i Europa.
- 9 st i Nya Zeeland
- 5 st i Kanada, varav 2 vrak
- 2 st i Australien
- 1 st i Argentinien

## Liknande flygplan
- Armstrong Whitworth AW.650 Argosy
- Aviation Traders ATL-98 Carvair
- Blackburn Beverley

## Källhänvisningar